# 久保田武人
久保田 武人（くぼた たけと、1986年8月29日 - ）は、日本の俳優。血液型はA型。東京都出身。所属事務所はオフィス・モレ。

## 来歴
元々は子役出身で、幼少期からミュージカルなど舞台に立つ。2010年設立の劇団SNATCHに所属し、オクイシュージの演出を受ける。そのほか、野田秀樹のNODA・MAP『エッグ』（2012年、2015年）にも出演。
2013年、水野美紀主宰の演劇ユニットプロペラ犬の舞台『やわらかいパン』への出演をきっかけに、水野の所属事務所であるオフィス・モレに所属。
2019年12月に劇団SNATCHを退団。
特技はジャズダンス、タップダンス、歌。ミュージカル好きが高じてひとりでミュージカル『レ・ミゼラブル』をすべて歌い切る「ひとりレ・ミゼラブル」も特技である。
小学校時代のニックネームは、『魔女の宅急便』の猫が由来のジジ。

## 出演

### テレビドラマ
- 少年被疑者（2002年5月11日、テレビ朝日）
- 私立探偵 濱マイク（2002年月日、読売テレビ制作・日本テレビ）
- 家族のうた 最終話（2012年6月3日、フジテレビ）
- ヴァンパイア・ヘヴン 第3話（2013年4月26日、テレビ東京）
- TAKE FIVE〜俺たちは愛を盗めるか〜 第3話（2013年5月3日、TBS）
- イタズラなKiss〜Love in TOKYO 第9話（2013年5月31日、フジテレビTWO）
- 幽かな彼女 最終話（2013年6月18日、関西テレビ制作・フジテレビ）
- 酔いどれ小籐次 第1話・第4話・第7話・第8話・第11話（2013年6月21日・7月12日・8月2日・9日・30日、NHK BSプレミアム）
- 逃げる女（2016年、NHK総合）
- 家族ノカタチ（2016年、TBS）
- 黒い十人の女 第2話 - 第4話・第7話・第9話・最終話（2016年10月6日 - 20日・11月10日・24日・12月2日、読売テレビ制作・日本テレビ）
- デリバリーお姉さんNEO 第4話（2017年5月16日、テレビ神奈川） - キノシタ 役
- FINAL CUT（2018年、関西テレビ制作・フジテレビ）
- ラストチャンス 再生請負人 第2話（2018年7月23日、テレビ東京）
- NHKスペシャル 未解決事件「File.07 警察庁長官狙撃事件」（2018年9月8日、NHK総合）
- 忘却のサチコ 第10話（2018年12月15日、テレビ東京） - 千野田書房編集者・村上 役
- スローな武士にしてくれ〜京都 撮影所ラプソディー〜（2019年3月23日、NHK BSプレミアム）
- インハンド 第3話（2019年4月26日、TBS）
- 坂の途中の家 第1話（2019年4月27日、WOWOW）
- ミストレス〜女たちの秘密〜 第9話（2019年6月14日、NHK総合）
- ウルトラマンタイガ 第11話・第12話（2019年9月14日・21日、テレビ東京） - ゼラン星人 オショロ 役
- トップリーグ 第5話（2019年11月2日、WOWOW）
- 時効警察はじめました 第四話（2019年11月8日、テレビ朝日） - カメラマン 役
- 特命刑事 カクホの女 第2シリーズ 最終回（2019年12月6日、テレビ東京）
- 絶対零度〜未然犯罪潜入捜査〜 Season4 Case.06（2020年2月10日、フジテレビ）
- 大河ドラマ 麒麟がくる 第9回（2020年3月15日、NHK） - 太助 役
- 浦安鉄筋家族 二発目（2020年4月18日、テレビ東京） - 教師・川島 役
- 堂場瞬一サスペンス ラストライン 刑事 岩倉剛（2020年6月29日、テレビ東京） - 警視庁サイバー犯罪対策課・福沢一太 役[1]
- 一億円のさようなら 第1話・第3話・第4話（2020年9月27日・10月11日・18日、NHK BSプレミアム・BS4K） - バーのマスター・大久保 役
- 実録ドラマ 3つの取調室 〜埼玉愛犬家連続殺人事件〜（2020年10月4日、フジテレビ） - 埼玉県警捜査一課刑事・赤塚実 役
- 夜がどれほど暗くても 第2話（2020年11月29日、WOWOW）
- にじいろカルテ 第8話（2021年3月11日、テレビ朝日）
- 超速パラヒーロー ガンディーン（2021年6月26日 - 7月10日、NHK総合） - 若林裕也 役[2]
- 連続ドラマW 正体 第2話（2022年3月19日、WOWOW） - 駅員 役
- 義経のスマホ （2022年5月24日 - 6月3日、NHK） - 金売り吉次 役
- となりのナースエイド 第1話・第6話・第8話・第9話（2024年1月10日・2月24日・3月9日・3月16日、日本テレビ） - 麻酔科医 役
- 大河ドラマ 光る君へ （2024年1月14日 - 、NHK） - 俊古 役
- 離婚しない男-サレ夫と悪嫁の騙し愛- 第2話（2024年1月27日、テレビ朝日） - 弁護士 役
- こんなところで裏切り飯 第3話（2024年2月8日、中京テレビ）
- 特捜9 season7 第3話（2024年4月17日、テレビ朝日） - 三川 役[3]
- ウルトラマンアーク 第2話（2024年7月13日、テレビ東京） - 大田原ヒトシ 役
- 誘拐の日（2025年7月8日 - 、テレビ朝日） - 牧賢太 役[4]

### 配信ドラマ
- 探偵が早すぎる チェインストーリー 4.5話（2018年、GYAO）
- 奪い愛、夏 第4話（2019年8月29日、AbemaTV）

### 映画
- 闇金ドックス3（2016年5月21日、AMGエンタテインメント） - 漫喫店長 役
- 楽園グラデーション（2016年） - メガネ 役
- 火花（2017年11月23日、東宝）
- 今夜、ロマンス劇場で（2018年2月10日、ワーナー・ブラザース映画）
- 醒めてまぼろし（2021年、ndjc 若手映像作家プロジェクト）

### CM
- 武田コンシューマーヘルスケア株式会社 アリナミンゼロ7・アリナミンメディカルバランス「疲労回復大臣　疲れ残しゼロ」篇（2020年）
- Webムービー「実録!?鬼の泡達　ー泡をつぐ者ー」
- AIロボティクス株式会社「Brighte」（2024年）

### 舞台
- 「THE FAMILY・絆」（2009年）
- 「幕末侍伝説 CHUJI 忠治（2009年）
- 「dub valentine〜だれも興味のないひげのおっさんの頭ん中〜」（2009年）
- 劇団SNATCH
  - 「hardfloor ZOMBIE（再演）」（2010年）
  - 「hardfloor ZOMBIE」（2010年）
  - 「hardfloor ZOMBIE　ファイナルカット版」（2011年）
  - 「ANARCHY MONKEY!」（2012年）
  - 「COMIX」（2012年）
  - 「プロジェクトB」（2013年）
  - 「E-650」（2014年）
  - 「MOSAIQUE」（2014年）
  - 「Rustic Red List」（2015年）
  - 「プロジェクトB」（2016年）
  - 「SNATCH３ヶ月連続企画」（2017年）
  - 「水棲からの外来X」（2018年）
  - 「サンシャイーーブラザーズ」（2018年）
  - 「ダンスオブウォーリアー」（2019年）
  - 「ダンスオンパニック」（2019年）
- NODA・MAP 第17回公演「エッグ」（2012年）
- プロペラ犬 第5回公演「やわらかいパン」（2013年）
- 国産第1号「バイコーン」（2014年）
- 劇団子供鉅人「真昼のジョージ」（2015年）
- （有）マッチポンプ調査室「ニシムクサムライ」（2015年）
- NODA・MAP 第19回公演「エッグ」（2015年）
- 花園プロジェクト2017（2017年）
- CEDAR Produce vol.3「群盗」（2018年）
- 舞台劇「からくりサーカス」（2019年）
- 「CONTE STAGE 冬のルーレット」（2020年）
- ミュージカル『衛生』～リズム＆バキューム～（2021年）
- 水野美紀 × 矢島弘一 舞台『2つの「ヒ」キゲキ』（2021年10月、新国立劇場 小劇場）
- OFFICE SHIKA プロデュース「ダリとガラ」（2023年）
- Mandrake「竹盗物語」（2024年）
- NODA・MAP 第27回公演「正三角関係」（2024年）[5]
- カムカムミニキーナ「鶴人」（2024年）[6]
- サモ・アリナンズプロデュース「蹂躙さん」（2025年）